# Attila Zsivoczky-Pandel
Dans le nom hongrois Zsivoczky Attila, le nom de famille précède le prénom, mais cet article utilise l’ordre habituel en français Attila Zsivoczky, où le prénom précède le nom.
Attila Zsivoczky-Pandel, né le 29 avril 1977 à Budapest, est un décathlonien hongrois. Son père Gyula Zsivótzky a été champion olympique du lancer du marteau aux jeux de Mexico.

## Carrière
Le premier succès d'Attila a été le titre de champion du monde junior en 1996. En 1999, il a pris part aux championnats du monde à Séville, s'y classant dixième. Deux ans plus tard, aux championnats du monde d'Edmonton, il terminait au pied du podium. Aux jeux d'Athènes, il terminait sixième.
Il a réussi le plus grand succès de sa carrière aux championnats du monde de 2005 à Helsinki. Avec 8 385 points, il obtenait la médaille de bronze. En 2006, il réussissait 8 356 points lui permettant de remporter l'argent des championnats d'Europe de Göteborg.
A 42 ans, il remporte les championnats de Hongrie 2019 avec 7 109 pts.
Sa meilleure performance est de 8 554 points et date du 4 juin 2000 au Mösle Mehrkampf de Götzis.
Il est marié à heptathlonienne Györgyi Farkas.

## Palmarès
| Date | Compétition                    | Lieu        | Résultat | Épreuve    | Points    |
| ---- | ------------------------------ | ----------- | -------- | ---------- | --------- |
| 1994 | Championnats du monde juniors  | Lisbonne    | 4e       | Hauteur    | 2,20 m    |
| 1995 | Championnats d'Europe juniors  | Nyíregyháza | 8e       | Hauteur    | 2,14 m    |
| 1996 | Championnats du monde juniors  | Sydney      | 1er      | Décathlon  | 7 582 pts |
| 1997 | Championnats d'Europe espoirs  | Turku       | 4e       | Décathlon  | 7 804 pts |
| 1998 | Championnats d'Europe          | Budapest    | 16e      | Décathlon  | 7 876 pts |
| 1999 | Championnats d'Europe espoirs  | Göteborg    | 1er      | Décathlon  | 8 379 pts |
| 1999 | Championnats du monde          | Séville     | 10e      | Décathlon  | 8 019 pts |
| 2000 | Championnats d'Europe en salle | Gand        | 4e       | Heptathlon | 6 033 pts |
| 2000 | Jeux olympiques                | Sydney      | 8e       | Décathlon  | 8 277 pts |
| 2001 | Championnats du monde          | Edmonton    | 4e       | Décathlon  | 8 371 pts |
| 2002 | Championnats d'Europe en salle | Vienne      | 5e       | Heptathlon | 5 957 pts |
| 2003 | Championnats du monde          | Paris       | —        | Décathlon  | DNF       |
| 2004 | Jeux olympiques                | Athènes     | 6e       | Décathlon  | 8 287 pts |
| 2005 | Championnats d'Europe en salle | Madrid      | 5e       | Heptathlon | 6 024 pts |
| 2005 | Championnats du monde          | Helsinki    | 3e       | Décathlon  | 8 385 pts |
| 2006 | Championnats d'Europe          | Göteborg    | 2e       | Décathlon  | 8 356 pts |
| 2007 | Championnats du monde          | Osaka       | 12e      | Décathlon  | 8 017 pts |
| 2008 | Jeux olympiques                | Pékin       | —        | Décathlon  | DNF       |
| 2014 | Championnats d'Europe          | Zurich      | 17e      | Décathlon  | 7 646 pts |

## Sources
- (de) Cet article est partiellement ou en totalité issu de l’article de Wikipédia en allemand intitulé « Attila Zsivoczky » (voir la liste des auteurs).